# Pablo Felipe Teixeira
Pablo Felipe Teixeira, mais conhecido apenas como Pablo (Londrina, 23 de junho de 1992), é um futebolista brasileiro que atua como centroavante. Atualmente está no Sport.

## Carreira

### Início
Nascido em Londrina e criado em Cambé, foi revelado pelas categorias de base do Athletico Paranaense. Foi convocado várias vezes para jogos da equipe principal desde 2010, porém, estreou no dia 31 de agosto de 2011, na derrota por 1–0 em casa contra o Atlético Mineiro.
Marcou seu primeiro gol pelo Furacão dois anos depois, no empate em 1–1 contra o Rio Branco no Ecoestádio, em jogo válido pelo Campeonato Paranaense de 2013.

### Figueirense
Em maio de 2013, Pablo foi emprestado ao Figueirense, que na época disputava a Série B. Foi um dos destaques da equipe na competição, tendo atuado em 25 partidas e marcado oito gols.

### Real Madrid Castilla
Chegou ao Real Madrid Castilla no dia 3 de janeiro de 2014, em um acordo de empréstimo de seis meses. Sua estreia ocorreu três dias mais tarde, jogando os últimos 21 minutos de um empate de 2–2 em casa contra o Real Murcia.

### Retorno ao Figueirense
Retornou ao Figueirense para jogar o Brasileirão de 2014, depois de um período emprestado para o Real Madrid Castilla.

### Cerezo Osaka
Foi emprestado para o Cerezo Osaka em 2015, para atuar na J-League. Acabou sendo um dos destaques do clube japonês, onde atuou em 40 partidas e marcou oito gols.

### Retorno ao Athletico Paranaense
Voltou ao Atlético Paranaense no inicio de 2016, após algumas propostas de empréstimos feitas por alguns clubes Brasileiros que foram recusadas pelo Atlético. O jogador atuou o Paranaense de 2016, no qual o Furacão sagrou-se campeão.
Em 2018, sagrou-se campeão da Copa Sul-Americana com a equipe do Furacão. Vestindo a camisa número 5 (em homenagem a seu pai, que utilizava esta numeração quando jogava futebol), Pablo foi um dos artilheiros da competição com cinco gols, sendo dois deles nos jogos da final contra o Junior Barranquilla, primeiro título internacional da história do clube paranaense.
Nas cinco temporadas em que permaneceu no clube, atuando no time principal, no total jogou 148 partidas e marcou 33 gols.

### São Paulo

#### Chegada ao clube
Em 19 de dezembro de 2018, foi anunciado como jogador do São Paulo, numa negociação de 6 milhões de euros (R$ 26,6 milhões), assinando contrato até o fim de 2022.
No dia 12 de julho de 2019, Pablo, que antes usava a camisa 12, trocou a numeração e passou a ser o camisa 9 da equipe, número vago desde a saída de Diego Souza para o Botafogo. Segundo o próprio atacante, tal mudança foi inspirada em Luís Fabiano, terceiro maior artilheiro da história são-paulina e jogador do qual Pablo é fã.

#### Problemas dentro de campo
Desde seu primeiro ano no Tricolor, Pablo não repetiu as mesmas boas atuações do Athletico, considerando também a má fase e seca de títulos do time do Morumbi, o que acabou fazendo com que o centroavante sofresse com críticas pela torcida.
Também sofreu com uma série de lesões, como o descolamento de um músculo que liga a costela ao abdômen.

#### Tentativa de transferência
Ao começo da temporada 2022, Pablo já não tinha a confiança nem da torcida, nem da própria diretoria do clube e não estava nos planos do técnico Rogério Ceni, o que fez Pablo acabar ficando livre pra negociar com outro clube sua saída do São Paulo. Após recusar propostas de Ceará e Santos, o atacante recebeu uma proposta de seu ex-clube, o Athletico Paranaense, e disse ao São Paulo que gostaria de sair do clube e voltar ao time paranaense.

#### Começo de 2022 conturbado
Em 9 de janeiro de 2022, os jogadores do São Paulo haviam se reapresentado no CT da Barra Funda para a realização de testes para a COVID-19. Pablo acabou infelizmente sendo um dos jogadores que haviam testado positivo para o vírus, e acabou ficando de fora dos primeiros dias de treinos e preparação para a temporada.
Em 2022, cedeu a camisa 9 para Jonathan Calleri, mais prestigiado pela torcida e com mais espaço no time de Rogério Ceni.
Em 25 de janeiro, Pablo acertou sua rescisão com o São Paulo.

### Terceira passagem pelo Athletico Paranaense

#### 2022
Em 1 de fevereiro de 2022, o Athletico Paranaense anunciou o retorno do atacante Pablo após quase 4 anos da sua saída. O jogador foi anunciado na Arena da Baixada com a camisa de número 92.
Terminou o ano com 11 gols em 46 partidas.

#### 2023
Em 14 de janeiro de 2023, no jogo do Athletico Paranaense contra o Rio Branco, fez um hat-trick e chegou a 100 gols na carreira.
É o oitavo maior artilheiro da história do Athletico Paranaense.

### Sport
No dia 4 de fevereiro de 2025, o Sport anunciou a contratação do atacante Pablo. O atacante assinou vínculo com o Leão até dezembro de 2026 e utilizará a camisa 92.

## Vida pessoal
Quando criança, Pablo era torcedor do Palmeiras, com simpatia pelo próprio Athletico Paranaense.
Pablo é casado com Isabella Belli Nelli e pai de 2 filhos, Maitê e Enrico.
Pablo é sócio da start-up curitibana Houseasy, empresa do ramo de automação de casas, que também possui como sócios Joao Kepler, Thiago Nigro e Willian Homem.

## Títulos
Athletico Paranaense
- Campeonato Paranaense: 2016, 2023 e 2024
- Copa Sul-Americana: 2018

São Paulo
- Campeonato Paulista: 2021

Sport
- Campeonato Pernambucano: 2025[20]

### Artilharias
- Artilheiro do Campeonato Paranaense de 2023: (9 gols)
- Artilheiro do Ano do São Paulo: 2019 (7 gols) e 2021 (13 gols)
- Artilheiro do Ano do Athletico Paranaense: 2018 (18 gols)
- Copa Sul-Americana de 2018 (5 gols)

### Prêmios individuais
- Melhor atacante do Campeonato Paulista: 2021
- Seleção do Campeonato Paulista: 2021[21]